# Wiesau
Wiesau är en kommun och ort i Landkreis Tirschenreuth i Regierungsbezirk Oberpfalz i förbundslandet Bayern i Tyskland.
Köpingen ingår i kommunalförbundet Wiesau tillsammans med köpingen Falkenberg.